# De man zonder hart
De man zonder hart is een Nederlandse-Franse film uit 1937 onder regie van Léo Joannon en Louis de Bree. De Franse versie is genaamd L' homme sans cœur naar een toneelstuk van Alfred Marchard.

## Verhaal
Jean Sourdier is een man van middelbare leeftijd die smoorverliefd wordt op de jonge vrouw Sylvette. Hij trouwt haar en kan haar niets weigeren: zo verwent hij haar met vele bontjassen en auto's. Hij deelt een zaak met zijn compagnon Jeanton, die zeer ontevreden is dat Jean geen tijd meer heeft voor financiën sinds Sylvette in beeld is. Daarom verzint hij een list om de zaak te redden: hij creëert valse papieren en foto's waaruit 'blijkt' dat Sylvette ontrouw is. Zodra Jean wordt geconfronteerd met haar zogenaamde ontrouwe gedrag, wurgt hij Jeanton in een raas van woede. 
Na een gevangenisstraf van vijftien jaar te hebben uitgezeten, keert hij als verarmde bejaarde man terug in de maatschappij en raakt hij bevriend met een orgelman. Als zwerver hangen beiden rond bij het Leger des Heils. Jean is bezield met gevoelens van wraak: Sylvette moet en zal het ontgelden. Zij is reeds getrouwd met een nieuwe man, maar heeft een dochtertje uit haar eerste huwelijk overgehouden, Ninette. Jean gelooft net dat Ninette zijn dochter is en plant haar te wurgen om zodoende zijn wraak te voltooien. 
Hij beraamt de moord - vermomd huurt hij zelfs een kamer in hetzelfde appartementencomplex waar Sylvette woont - maar ziet af van dit plan na vele waarschuwingen van de orgelman en na het opbouwen met een band met Ninette. Ninette heeft namelijk, tijdens de liefdadigheidsweek op school, opdracht gekregen om elke dag een goede daad te verrichten en is zodoende vriendelijk naar Jean. Het lukt Sylvette uiteindelijk om te bewijzen dat ze al die tijd onschuldig is geweest.

## Rolverdeling
| Acteur                 | Personage         |
| ---------------------- | ----------------- |
| Louis de Bree          | Jean Sourdier     |
| Dolly Mollinger        | Sylvette          |
| Elias van Praag        | Orgelman Rouskiki |
| Greta Eichenveld       | Ninette           |
| John Gobau             | Jeanton           |
| Lily Bouwmeester       | Hélène            |
| Sam de Vries           |                   |
| Marie van Westerhoven  | Zwerver           |
| Mien Duymaer van Twist |                   |
| Ank van der Moer       | Heilsoldate       |
| Coen Hissink           |                   |
| Paul de Groot          |                   |
| Mies Versteegh         |                   |
| Louis Saalboorn        |                   |
| Lucas Wensing          |                   |
| Josephine van Gasteren |                   |
| Leo de Hartogh         |                   |
| Jacques Henley         |                   |
| Willem van der Veer    |                   |
| Jules Verstraete       |                   |
| Jan Musch              |                   |

## Productie
De Nederlands-Franse productie begon zijn draaiperiode op 28 augustus 1936. De opnamen vonden plaats in een filmstudio te Parijs.

## Ontvangst
Recensent van het Algemeen Handelsblad richtte zijn kritiek vooral op de acteurs: "Louis de Bree, knap gegrimeerd, slaat zich goed heen door een melodramatische rol; Dolly Mollinger is een donkerlokkige schoonheid, die onder een regisseur van groter dan de Fransman die dit product regisseerde zeker iets zou bereiken; John Gobau in de rol van den compagnon valt zeer mee; Elias van Praag is een tikje te druk als orgeldraaier; Ank van der Moer speelt een opmerkelijk rolletje als heilsoldate; Gretha Eichenveld speelt zeer natuurlijk; en Lily Bouwmeester komt aan het geval vrijwel niet te pas."
Recensent van De Telegraaf schreef dat "Louis de Bree [..] natuurlijk spel gaf, maar [kon] er niet in slagen de melodramatische figuur van Sourdier leven in te blazen. Dolly Mollinger speelde de rol van Sylvette beheerst en beschaafd en Eli van Praag gaf aan die van Rouskiki de nodige humor. John Gobau was in zijn deftige-driftige uitvallen zeer verdienstelijk gespeelde Jeanton en de kleine Ninette speelde Greta Eichenveld met kinderlijke charme." De recensent sloot af dat de film ondanks de melodramatische allure "het publiek ten slotte toch wel pakken zal".
Recensent van De Tijd was niet te spreken over de film: "Het scenario bevat weinig accenten, die tot dankbaar filmen kunnen leiden. [..] De film bestaat uit een reeks toneelmatige taferelen. [..] De regisseur heeft er blijkbaar ietwat met de pet naar gegooid en op een koopje gewerkt."